# مایکل بری (فیزیکدان)
 مایکل بری (انگلیسی: Michael Berry؛ زاده ۱۴ مارس ۱۹۴۱) یک دانشمند اهل ریاضی فیزیک اهل بریتانیا است.
وی همچنین برنده جوایزی همچون جایزه ایگ‌نوبل شده است.